# أليكسي يودكين
أليكسي يودكين (بالروسية: Юдкин, Алексей Игоревич)‏ هو لاعب كرة قدم روسي في مركز الوسط، ولد في 20 يوليو 1981. لعب مع أفانجارد كورسك.

## وصلات خارجية
- أليكسي يودكين على موقع قاعدة بيانات كرة القدم.إي يو (الإنجليزية)
- أليكسي يودكين على موقع Soccerway.com (الإنجليزية)